# Racova
Racova è un comune della Romania di 3 466 abitanti, ubicato nel distretto di Bacău, nella regione storica della Moldavia.
Il comune è formato dall'unione di 4 villaggi: Gura Văii, Hălmaciu, Ilieși, Racova.